# Georges Tourry
Georges, Antoine Tourry, né en 1904 à Paris et mort le 16 juillet 1991, est un architecte urbaniste français dont l'œuvre de reconstruction en France après la Seconde Guerre mondiale est significative.
Diplômé ingénieur de l'École Polytechnique de Paris en 1924 (X1924), il suit ensuite l'enseignement de l'École des Beaux-Arts et obtient son diplôme d'architecte en 1931. Cette double compétence marqua sa carrière durant laquelle il n'hésita pas à utiliser des procédés de constructions nouveaux dans ses projets

## Carrière et réalisations

### Des projets diversifiés
Georges Tourry réalisa plusieurs projets aussi bien avant guerre que dans les années 1950 comme le Centre Hospitalier des Armées (démoli en 2015) à Dijon ou le phare de Berck.

### Reconstruction  de Lorient
Nommé architecte et urbaniste en chef de la reconstruction de la ville de Lorient dès 1943 par André Muffang alors qu'il était professeur d'architecture à Polytechnique et à l'École nationale des ponts et chaussées, c'est à cette occasion qu'il acquit une certaine notoriété.
Face à une ville qui n'était plus qu'un monceau de ruines, il proposa d'abord de reconstruire la ville sur un autre site mais les habitants s'opposèrent à ce premier projet. Proposant alors, à la fois la restauration d'une partie de la ville ancienne et un plan d'urbanisme nouveau pour anticiper son développement, ce fut le Comité national de la reconstruction qui s'y opposa en 1944 car la ville se trouvait trop proche de l'arsenal.
Après plusieurs révisions, le projet de restauration de l'ancienne ville accompagné de quartiers nouveaux fut finalement retenu. Tourry s’entoure d’une nouvelle génération d’architectes sans imposer de style particulier. Comme dans d'autres reconstructions, la pression locale le contraint également à modifier les plans initiaux. L'ensemble donne l'impression d'un ensemble assez éclectique d'architectures différentes finalement assez heureux

### Les grands ensembles
Dans les années 1960, il est nommé architecte des bâtiments civils et palais nationaux (BCPN), dirige divers projets d'hôpitaux, d'universités et conçoit des grands ensembles d'habitations pour l'OPHLMVP, notamment les 400 appartements de la rue Claude-Decaen à Paris ou le grand ensemble de la Croix blanche à Vigneux-sur-Seine.
Il fut également le concepteur de l'immeuble de la catastrophe du boulevard Lefebvre à Paris et a fait partie des inculpés dans le procès qui s'ensuivit. Il ne fut pas condamné pour des fautes de conception mais pour l'absence de suivi du chantier mettant en œuvre une technique nouvelle non exempte de risques.